# Manolo Caracol
Manuel Ortega Juárez, conegut amb el nom artístic de Manolo Caracol (Sevilla, 7 de juliol de 1909 - Madrid, 24 de febrer de 1973), va ser un reconegut cantant de flamenc espanyol de la segona meitat de segle vint. Entre els seus pals més populars es troben el fandango i la sambra. Va innovar el flamenc acompanyant els seus cants amb orquestra o piano en algunes ocasions.
Manuel Ortega provenia d'una llarga estirp gitana dedicada al món del flamenc i del toreig, era rebesnet del Planeta, un dels primers cantants de flamenc dels quals es té notícia. Altres artistes membres de la seva família van ser El Fillo, Enrique Ortega el Gordo, El Mellizo i Curro Durse. Era renebot del torero Paquiro. El seu pare, Manuel Ortega Fernández, va ser conegut com a Caracol el del Bulto i va treballar durant un temps com a mosso d'espases del seu cosí Joselito el Gallo i com a cantant contractat en festes privades. També era oncle del cantant Manzanita.
Va néixer al Corral de los Frailes, al barri de l'Alameda de Hércules, a Sevilla. Va començar a cantar molt jove per les tavernes del barri i l'any 1922, amb només dotze anys, va obtenir el primer premi del Concurso de Cante Jondo de Granada, organitzat, entre d'altres, per Manuel de Falla i Federico García Lorca. Després d'aquest èxit va iniciar la seva participació en espectacles. Ho va fer per primera vegada al teatre Reina Victòria de Sevilla i, a Madrid, va debutar el 3 d'agost de 1922 al festival flamenc celebratt a la terrassa d'estiu del teatre del Centro, avui anomenat Calderón. S'anunciava com «el niño Caracol, ganador del concurso de cante jondo de Granada». El 1930 va contreure matrimoni amb Luisa Gómez i va gravar el seu primer disc. El 1935 es va establir a Madrid.
El 1943, va iniciar la seva col·laboració artística amb Lola Flores, debutant tots dos amb Zambra, l'espectable que es va mantenir durant anys i que els va donar gran fama a tots dos. L'èxit obtingut els va portar a rodar dues pel·lícules en què tots dos compartien cartell, Embrujo (1947) i La Niña de la Venta (1951). En aquest mateix 1951, es va produir la separació artística i sentimental de la parella i van començar a treballar per separat.
El 1958, va publicar la seva antologia Una història del cante i va marxar a Amèrica on va romandre tres anys treballant. El 1963 va inaugurar los Canasteros, el tablao al que dedicaria la resta de la seva vida i per on van desfilar els artistes més destacats de l'època. Durant aquest període va simultaniejar la direcció de la sala amb actuacions al costat d'algun dels seus fills en teatres i festivals.
Caracol era molt assidu de la Venda de Vargas, situada a la localitat de San Fernando i íntim amic del seu propietari Juan Vargas. El 1972, amb motiu de la mort de Catalina, la mare de Vargas, Caracol va acudir des de Madrid a l'enterrament. Durant la nit de la vetlla, Caracol es va arrencar per seguiriyas des del balcó, en un cant que ha quedat en el record, en consol al seu amic.
El 1972, va publicar el seu últim disc i va morir el 24 de febrer de 1973, en accident de trànsit a Madrid, quan es dirigia al seu tablao los Canasteros.